# Корніленко Сергій Олександрович
Сергій Олександрович Корніленко (біл. Сяргей Аляксандравіч Карніленка, нар. 14 червня 1983, Вітебськ, БРСР) — білоруський футболіст, що грав на позиції нападника насамеред за низку білоруських, українських і російських клубних команд,  а також за національну збірну Білорусі.

## Клубна кар'єра
Вихованець вітебського футболу. Професійну футбольну кар'єру розпочав 2000 року у клубі «Локомотив-96» з рідного міста. Вже наступного року переїхав до Мінська, уклавши контракт з місцевим «Динамо». Молодий футболіст швидко став ключовою фігурою у нападі столичного клубу, 2003 року виборов титул найкращого бомбардира чемпіонату Білорусі.
Успіхи двадцятирічного форварда привернули увагу іноземних клубів, і вже на початку 2004 року Корніленко уклав контракт з київським «Динамо». Протягом весняної частини сезону 2003–2004 форвард провів 9 ігор у чемпіонаті України, забив 2 голи та виборов разом з командою золоті нагороди першості. Однак у другій половині 2004 року до матчів основної команди «Динамо» у чемпіонаті не залучався, виступав виключно у складі команди дублерів. На початку 2005 року перейшов на правах оренди до «Дніпра», а за півроку дніпропетровський клуб викупив трансфер гравця. Протягом перших двох сезонів у «Дніпрі» мав постійне місце в основі команди, однак з початком сезону 2007–2008 та приходом до команди Андрія Воробея почав виходити на поле здебільшого з лави запасних.
У серпні 2008 року переїхав до Росії, уклавши контракт з клубом «Том», а за рік перейшов до санкт-петербурзького «Зеніта». Восени 2009 року відіграв за «Зеніт» 11 матчів у чемпіонаті Росії, забивши 1 гол, однак не зміг закріпитися в основному складі команди та був виставлений по завершенні сезону 2009 року на трансфер. У березні 2010 року повернувся до Томська на умовах оренди до кінця року.
26 серпня 2010 року перейшов на правах оренди до кінця року до казанського «Рубіна». З 31 січня 2011 року орендований англійським клубом «Блекпул». Дебютував у складі «Блекпула» 22 лютого в матчі проти «Тоттенгем Готспур». Вийшовши у стартовому складі, Корніленко взяв участь у гольовій атаці, віддавши пас п'ятою на Джеймса Бітті, в тому матчі «апельсинові» виграли 3:1. У другому матчі «Блекпул» програв «Вулвергемтону», а Корніленко зіграв 29 хвилин і залишив поле. По закінченні сезону, в якому зіграв лише у 6 матчах чемпіонату, повернувся в «Зеніт»
25 серпня 2011 року було оголошено про перехід гравця в «Крила Рад». 22 серпня 2012 року продовжив контракт до 2016 року. Згодом подовжив дію цієї угоди і завершив ігрову кар'єру у самарській команді лише у 2019.
Після завершення виступів на полі залишився у структурі «Крил Рад», увійшовши до очолюваного Міодрагом Божовичем тренерського штабу, в якому йому була доручена робота з гравцями атакувальної ланки.

## Виступи у збірних
З 2003 року викликався до складу національної збірної Білорусі, у якій дебютував 20 серпня 2003 року у товариському матчі проти збірної Ірану (перемога 2:1). За наступні тринадцять років відіграв за національну команду у 78 офіційних іграх, забивши 17 голів.

## Досягнення
«Динамо» (Мінськ):
- Бронзовий призер чемпіонату Білорусі: 2003;
- Найкращий бомбардир чемпіонату Білорусі: 2003;
- Володар Кубка Білорусі: 2003;

 «Динамо» (Київ):
- Чемпіон України: 2003–2004;
- Володар Суперкубка України: 2004;

 «Зеніт» (Санкт-Петербург):
- Бронзовий призер чемпіонату Росії: 2009;
- Володар Кубка Росії: 2010;

 «Рубін»:
- Бронзовий призер чемпіонату Росії: 2010;